# Conjunción (gramática)
Una conjunción es una palabra o conjunto de ellas que enlaza proposiciones, sintagmas o palabras. Constituye una de las clases de nexos. No debe confundirse con los marcadores del discurso, nexos de orden superior que unen textos, y no palabras, sintagmas ni oraciones.

## La conjunción en español
La conjunción es una clase invariable (y generalmente átona) de palabras cuya función es establecer relaciones entre palabras, sintagmas, frases u oraciones. Estas relaciones entre ellas son de jerarquía sintáctica y de tipo semántico (de significado). Por ejemplo, en «Laura va a trabajar y Samuel se queda en casa», se enlazan dos oraciones para construir una mayor; el tipo de relación que hay entre ambas es de igualdad, de forma que se pueden intercambiar, y se suman los significados de ambas.
La conjunción solo tiene un significado gramatical meramente operativo y no posee significado léxico o extralingüístico. Su significado puede variar sin embargo por las relaciones oracionales que puede presentar al enclavarse en un contexto comunicativo. Así, y tiene valor aditivo en «Laura compra y vende objetos», pero valor de oposición equivalente a pero en «Samuel trabaja y no todos los días».

### Tipología
La gramática tradicional suele distinguir entre conjunciones coordinantes o propias y conjunciones subordinantes o impropias.
- Las conjunciones coordinantes o propias son las que unen palabras, sintagmas y oraciones del mismo nivel sintáctico, de forma que sus elementos son intercambiables sin que se altere el significado conjunto: "Luis caminaba triste y pensativo" = "Luis caminaba pensativo y triste".
- Las conjunciones subordinantes o impropias no enlazan tanto palabras o sintagmas como proposiciones que no son intercambiables entre sí (si se intercambian, el significado aparece distinto o agramatical). Esto se debe a que una posee mayor jerarquía que la otra. Al menos una de esas oraciones no tiene sentido completo sin la otra. Algunos de sus nexos son como, cuando, que, porque, para que... Las conjunciones subordinantes degradan la oración en que se insertan y la transponen funcionalmente a una unidad de rango inferior que cumple alguna de las funciones propias del sustantivo, del adjetivo o del adverbio: «Dijo que vendría», «El libro que me prestaste es bueno», «Lo hice cuando me dijiste».

Modernamente esta división tradicional se ha concretado y formalizado más: se distinguen conectores (conjunciones coordinantes y que no ejercen función alguna en las proposiciones que unen), transpositores (conjunciones subordinantes que no ejercen función dentro de la proposición que introducen) y relatores (pronombres relativos y adverbios relativos que ejercen función dentro de la proposición subordinada que introducen).

### Otros nexos
Algunas construcciones son equivalentes a conjunciones: son los giros conjuntivos, los pronombres relativos, los adverbios conjuntivos y las locuciones conjuntivas.

#### Giros conjuntivos
Hay muchos nexos, en su origen preposiciones, que encabezan oraciones y que adquieren valor de conjunción, aunque no tengan forma conjuntiva, cuando se suman a un infintivo. A estas construcciones se les llama giros conjuntivos. Por ejemplo: 
- Al + inf. = Cuando + verbo conjugado: Al cantar el gallo, San Pedro lloró = Cuando cantó el gallo... +
- Por + inf. = Porque + verbo conjugado: Por venir tarde, no entró = Porque vino tarde... +
- Con + inf. = Aunque + verbo conjugado: Con ser tan listo, no aprobó = Aunque era tan listo... +
- De + inf. = Si + verbo conjugado: De llover hoy, nos refugiaremos en el kiosco = Si llueve hoy, nos refugiaremos... +
- Para + inf. = Para que + verbo conjugado: Hemos venido para cantar = Hemos venido para que cantemos +

#### Adverbios conjuntivos
Igualmente, existen algunos adverbios y pronombres que pueden funcionar como conjunciones. Si son adverbios, se denominan adverbios conjuntivos: cuando, mientras, donde, como, así, etc.

#### Pronombres relativos
Entre los pronombres, están los llamados pronombres relativos (que, quien-es, el-la-los-las cual-es, cuyo y cuanto-a-s). A diferencia de las conjunciones, poseen función sintáctica dentro de la proposición subordinada adjetiva que introducen y un significado que toman de una palabra, sintagma, oración o texto anterior (y más raramente posterior) mediante deíxis.

#### Locuciones conjuntivas
Por otra parte, existen determinadas construcciones que agrupan diversas preposiciones, sustantivos, adverbios, conjunciones y otros elementos a fin de formar las llamadas locuciones conjuntivas, funcionalmente equivalentes a nexos o conjunciones; forman un vasto repertorio que expresa los más curiosos matices: de manera que, así que, a fin de [+ infinitivo], por más que, pese a que, a pesar de, a pesar de que, habida cuenta de que, antes de que, después de que, a pesar de, etc.

#### Conjunciones discontinuas o correlativas
Existe además un grupo de conjunciones discontinuas o correlativas que aparecen en dos partes, de forma correlativa, una parte en la primera proposición unida y otra parte por lo general encabezando la segunda: «"Hasta tal punto le tenía antipatía, que vino para matarlo».

### Conjunciones coordinantes o coordinativas
Las conjunciones coordinantes o coordinativas son las que unen palabras, sintagmas u oraciones del mismo nivel sintáctico de forma que sean intercambiables entre sí sin que el sentido general de la oración compuesta varíe: "Pedro y Juan lo hicieron" = "Juan y Pedro lo hicieron". "Los libros y el cine me gustan mucho" = "El cine y los libros me gustan mucho". "Pedro plancha y María barre" = "María barre y Pedro plancha".
Entre las conjunciones coordinantes se agrupan las copulativas, disyuntivas y adversativas. Las antiguas explicativas y distributivas se consideran hoy, según la Nueva Gramática de la Lengua Española (2011), casos particulares de las disyuntivas y las yuxtapuestas, respectivamente. Se discute si deben entrar en este capítulo también las llamadas ilativas, identificadas por lo común con las conjunciones subordinantes consecutivas. 

#### Conjunciones copulativas
Las conjunciones copulativas sirven para reunir en una sola unidad funcional dos o más elementos homogéneos; indican adición o suma. Son y, e (delante de palabras que empiecen por -i, por eufonía), ni (equivalente a y no) y que (en expresiones como "dale que dale" o "vuela que vuela").
La conjunción más usada en la lengua coloquial es y: «Sergio y Daniel pasean». Se repite frecuentemente en el lenguaje infantil, como expresión sucesiva de enunciados: El perro es mi amigo y lo quiero mucho y juega conmigo. Este uso pleonástico se mantiene en la lengua popular de las narraciones, y como recurso expresivo intensificador. Se emplea e cuando la palabra siguiente empieza por i o hi, para evitar la cacofonía: «Se reunieron e hicieron los trabajos». «Vinieron padres e hijos». Pero, en caso de que la combinación hi forme parte de un diptongo, se usa la conjunción común y: «nieve y hielo», «diptongos y hiatos». También se emplea para darle mayor énfasis a una acción en particular: «No hago más que trabajar y trabajar». Cuando se usa en forma interrogativa se emplea para preguntarle a una persona sobre otra en ausencia de la misma «¿Y tu hermano?» (en cuyo caso equivale a qué es de la vida de) o por algún objeto que no se encuentra (equivalente a dónde está) «¿Y mis zapatos?». Acompañado del condicional si se ubica en el contexto de una situación extrema que podría ocurrir potencialmente «¿Y si llueve hoy?».  
La conjunción ni equivale a y no y señala la adición de dos términos, pero implica que sean negativos: «No hizo los trabajos ni estudió». A fin de marcar la expresividad, se antepone a veces a todos los términos unidos: «Ni tengo trabajo ni dinero». A veces se emplea de forma prepositiva, en cuyo caso equivale a ni siquiera «Ni salir se puede». Cuando se acompaña de la preposición qué en forma exclamativa denota una manera de negar rotundamente o desmentir «¡Qué explicación ni qué explicación!». 
La conjunción copulativa que es de uso arcaizante, aunque también figura en locuciones con valor intensificador: «Y tú, llora que llora». «Lo mismo da que da lo mismo».

#### Conjunciones disyuntivas
Sus nexos son o y u (ante palabras que empiezan por "o-" u "ho-"). Las conjunciones disyuntivas indican alternancia entre opciones. Dicha alternancia puede ser:
1. Exclusiva o excluyente ("¿Vienes o te quedas?"). En el caso de una disyunción excluyente evidente se emplea la forma "o... o..." ("o te quedas o te vas"). Esta última forma también se suele usar en el caso de un ultimátum.
2. Abierta, inclusiva o incluyente (¿"Estudias o trabajas?", en el sentido de que pueden hacerse las dos cosas)
3. De equivalencia denominativa, cuando se unen dos expresiones con idéntico valor denominativo: "Los médicos estudian la dispepsia o digestión lenta". "Cervantes o El manco de Lepanto". "Don Álvaro o La fuerza del sino".

Aunque se sitúa entre los términos que indican la alternancia, también puede anteponerse a cada uno de ellos: "¿Llamó Pablo o Carlos?" "O llamó Pablo o Carlos". Se emplea u cuando precede a una palabra que empieza por o u ho: Lo hará uno u otro, también para evitar la cacofonía. Otras veces, o indica que los términos unidos son equivalentes y sirven para designar una misma realidad: "Todo ocurrió o sucedió en un momento determinado".

#### Conjunciones adversativas
Las conjunciones adversativas son las que contraponen dos proposiciones o términos sintácticos de forma que cada uno corrige al otro. Sus nexos llevan siempre una pausa delante expresada con coma, punto y coma o punto y son "pero", "aunque" (cuando equivale a "pero"), mas (más suave que "pero" y que se emplea solo en la lengua escrita), sin embargo, no obstante y empero (arcaica, solo de uso en lengua escrita y equivalente a "sin embargo". Por ejemplo: "Llueve, pero no me mojo". También se emplea "sino" o "sino que" cuando una de las proposiciones está negada: "No lo hizo Pedro, sino Juan / sino que Juan lo realizó"). Giros conjuntivos también empleados y gramaticalizados en todo o en parte como conjunciones adversativas son con todo, más bien, excepto, salvo y menos.
La corrección o contrariedad puede ser total o parcial, según lo cual las oraciones coordinadas adversativas pueden ser restrictivas o exclusivas.
- Las conjunciones adversativas restrictivas presentan una contrariedad parcial entre enunciados no incompatibles: “No había estudiado, pero logré responder a casi todo”, “El equipo jugó muy mal, mas logró imponerse en el marcador”. Suelen usar sobre todo el nexo “pero” y en los casos en que la primera coordinada es negativa la segunda suele incluir el adverbio “sí” como refuerzo: “Miguel no entiende la teoría, pero sí entiende el funcionamiento del sistema”.
- Las conjunciones adversativas exclusivas, expresan enunciados incompatibles en que uno excluye al otro: “Eso no es lo que ofrecisteis, sino lo que os conviene”, “No es un político, sino que es un mafioso”. Su nexo más acostumbrado es “sino”, pero también puede emplear “sin embargo”, “no obstante”, “al menos” y “con todo”, entre otros. A veces pueden omitir el verbo en la segunda coordinada: “No lo cometió mi hermano, sí mi primo“. Sus nexos más usados son sino que, antes bien, al contrario.

#### Conjunciones explicativas
Son aquellas que unen proposiciones que expresan lo mismo, pero de distinta forma, a fin de explicarse mutuamente. Son por lo general giros aislados entre comas como: o sea, esto es, es decir, mejor dicho. Ejemplo: Se fue al otro mundo, es decir, se murió. En realidad se trata de casos particulares de disyuntivas o copulativas.

#### Conjunciones distributivas
Las conjunciones distributivas distribuyen elementos: 
Ora... ora...                    - Ora fregaba, ora barría...
ya... ya...                        - Ya fregaba, ya barría...
bien... bien...                  - Bien fregaba, bien barría...
Sea... sea...                    - Sea Juan, sea Pepe
Siquiera... siquiera...      - Siquiera venga, siquiera no venga.
En realidad no son verdaderos nexos porque tienen función sintáctica dentro de la proposición que introducen y se trata de casos de yuxtaposición o bien de nexos discontinuos disyuntivos en casos como "vendrá, sea hoy, sea mañana".

### Conjunciones subordinantes o subordinativas
Las conjunciones subordinantes o subordinativas se caracterizan porque:
1. Unen solo proposiciones.
2. Las proposiciones que unen no son intercambiables.
3. Al menos una de las proposiciones que se unen no tiene sentido completo sin la otra, y a veces incluso ninguna.
4. Una de las proposiciones unidas tiene mayor jerarquía sintáctica que la otra, y se denomina principal de la otra, que es llamada su subordinada.

Se dividen en tres grandes grupos:
- Las que introducen subordinadas sustantivas;
- Las que introducen subordinadas adjetivas, también llamadas de relativo (que en vez de conjunciones son en realidad relatores, esto es, pronombres relativos);
- Las que introducen subordinadas adverbiales, tanto si introducen proposiciones circunstanciales como si introducen proposiciones lógicas.

#### Conjunciones de las subordinadas sustantivas
Las conjunciones subordinantes o subordinativas que introducen subordinadas sustantivas introducen oraciones que desempeñan las funciones propias de un sintagma nominal (sujeto, atributo, complemento directo, complemento indirecto, suplemento, complemento del nombre).
Las conjunciones sustantivas se clasifican según la función que la oración sustantiva desempeñe dentro de la oración principal. Se utiliza que, conjunción completiva, para la función de sujeto y de complemento directo: Me molestó ‘que’ no me lo dijeras; Dijo ‘que’ lo haría. A veces, se emplea que con alguna preposición, por ejemplo en función de suplemento: Él se convenció ‘de que’ era importante. También se emplea si para las interrogativas indirectas: "Me pregunto si vendrá". También pueden utilizarse pronombres y adverbios interrogativos: "Me preguntó cómo vendrían". "Me preguntó cuántos vendrían".

#### Pronombres relativos de las proposiciones subordinadas adjetivas
Las proposiciones subordinadas adjetivas no utilizan conjunciones, sino que van introducidas por pronombres relativos que actúan como nexos (que, quien, el cual, cuyo y sus variantes). Dichos pronombres relativos o relatores desempeñan al mismo tiempo una función sintáctica dentro de la proposición subordinada que introducen. Estos pronombres relativos pueden ir precedidos de preposición o no. "El libro que me prestaste era muy bueno". "El libro del que me hablabas era bueno".

#### Conjunciones y otros nexos de las proposiciones subordinadas adverbiales
Dentro de las adverbiales existen generalmente dos grupos de conjunciones que introducen proposiciones subordinadas: las que introducen proposiciones circunstanciales de tiempo, modo, lugar y comparación, y las que indican operaciones o relaciones lógicas entre la proposición subordinada y la proposición principal como son, la causa, la consecuencia, la consecuencia inesperada o no deseada llamada concesión, la finalidad y la condición.

##### Conjunciones y otros nexos de las proposiciones subordinadas adverbiales circunstanciales
Las que introducen proposiciones subordinadas adverbiales circunstanciales pueden ser meras conjunciones, adverbios conjuntivos, giros conjuntivos o locuciones conjuntivas y pueden indicar
- Tiempo (cuando, al + inf., mientras, después de que, antes de que, no bien, así que, de que, en cuanto, apenas, luego, luego que, antes que, después que, mientras que, en tanto, siempre que, ahora que, desde que, hasta que, una vez que...).
- Lugar (donde, adonde, por donde, en donde, desde donde...).
- Modo (como, según, conforme, como si, de la forma, manera, suerte, modo que). También es posible emplear la forma ni que... en sentido negativo, extremo o peyorativo.
- Comparación (tan... como; más... que; menos... que). En este último caso se utilizan nexos discontinuos o correlativos.

##### Conjunciones y otros nexos de las proposiciones subordinadas adverbiales lógicas
Las que introducen proposiciones subordinadas adverbiales lógicas pueden indicar:
- Causa (porque, ya que, por + inf., etc.).
- Consecuencia, esto es, implicación o seguimiento lógico (así que, por tanto, pues, conque, así pues, de forma, manera, modo o suerte que).
- Concesión, esto es, un impedimento o complicación insuficiente para la realización de la acción (aunque, por más que, a pesar de que, con todo, bien que, con + inf., pese a que, etc.).
- Finalidad, aplicación (para que, a fin de que, con el cometido, intención o propósito de que, a fin de + inf., etc.).
- Condición (si, caso que, en el caso de que, de + inf., como, con tal que, puesto caso que, supuesto que, a menos que, siempre y cuando, etc.).